# Hazlov
Hazlov är en ort i Tjeckien.   Den ligger i regionen Karlovy Vary, i den västra delen av landet, 150 km väster om huvudstaden Prag. Hazlov ligger 541 meter över havet och antalet invånare är 1 583.
Terrängen runt Hazlov är huvudsakligen platt, men åt nordost är den kuperad. Runt Hazlov är det ganska tätbefolkat, med 139 invånare per kvadratkilometer. Närmaste större samhälle är Cheb, 11,2 km sydost om Hazlov. Omgivningarna runt Hazlov är en mosaik av jordbruksmark och naturlig växtlighet.